# Perkin Transactions
La Perkin Transactions è stata una rivista scientifica dedicata alla chimica organica pubblicata dal 1997 al 2002 dalla Royal Society of Chemistry. Dopo la sua chiusura venne divisa in Perkin Transactions I e Perkin Transactions II. 
Le riviste precedenti diffuse dalla Chemical Society prima della fusione di questa società con altre per formare la Royal Society of Chemistry erano il Journal of the Chemical Society, Perkin Transactions 1 (1972-1999) e il Journal of the Chemical Society, Perkin Transactions 2 
(1980-1999). Queste sono state sostituite dalla Organic and Biomolecular Chemistry.